# 原臺南州廳
原臺南州廳，位於臺灣臺南市中西區，為過去臺灣日治時期時臺南州的行政中心，此外尚有「臺南市役所」合署辦公，更早之前則作為臺南廳廳舍使用:17，戰後則先後作為中華民國空軍供應司令部及臺南市政府廳舍使用，1998年指定為直轄市定古蹟後，開始進行修復計畫，並在2003年公告指定為國定古蹟。
目前，建築已修復再利用，現則作為國立臺灣文學館及文化部文化資產局文化資產保存研究中心辦公廳舍所使用。

## 沿革

### 臺南廳的設立
日治時期明治43年（1910年）2月22日，臺南廳長松木茂俊以「臺南庶發第410號」公文上陳總督府，請建臺南廳舍，原計畫建於清治時期鴻指園舊址（日治初期充為陸軍營舍），最後以第二候補地原臺灣銀行宿舍中選。1911年台灣南部遭遇嚴重風災，市區大規模建築倒塌，原台南廳廳舍達八成損毀，故擇鄰近孔廟北側址之新廳舍新築計畫。
大正2年（1913年）10月11日舉行上樑典禮，大正4年（1915年）完工，是總督府營繕課建築師森山松之助所設計，為磚造承重牆、鋼梁、及鋼筋混凝土二層樓建築，屋頂為銅瓦馬薩式屋頂，正門立面左右皆有一座圓柱形衛塔。大正5年（1916年）5月20日，臺南廳辦公室從原清朝巡道署（今永福國小）遷入新廳舍，此時期廳舍建築只有正門與衛塔部分，直到1918年至1920年期間才增建兩翼部分。

### 州廳時期
大正9年（1920年）9月臺灣西部實施五州制，將原臺南廳北半部、嘉義廳合併為臺南州（涵蓋今雲林縣、嘉義縣、嘉義市、臺南市），州治設於臺南市，下轄十郡一市（後改為十郡二市），初代州知事由原廳長枝德二轉任。原臺南廳舍自此成為臺南州廳，州廳地址為幸町一丁目，正門面向大正公園（今湯德章紀念公園），另外「臺南市役所」亦共同在此辦公，以面向幸町通（今南門路）側為主出入口。
臺南市役所於昭和五年（1930年）遷回大宮町二丁目舊臺南廳廳舍，之後歷經整修，後來在第二次世界大戰時，因昭和二十年（1945年）3月1日臺南大空襲，州廳遭美軍以燒夷彈擊中導致嚴重受損，原馬薩式屋頂、衛塔屋頂、及木構造部分接近全毀，僅餘外牆矗立荒廢約4年。

### 戰後時期
民國38年（1949年）中華民國空軍供應司令部（後更名為空軍後勤司令部）配合國民政府遷台政策由上海遷至臺南，第三辦公處進駐稍加修復後的州廳，當時僅修復為桁架斜屋頂，大廳柱子亦只作簡單收頭。民國57年（1968年）經臺南市議會決議後，臺南市政府函請空軍供應司令部遷讓該機構所使用的臺南州廳建築:5，補償新臺幣900萬元作為空軍供應司令部遷建費用:6，於是空供部司令陳御風將軍於民國58年（1969年）4月7日將州廳移交臺南市政府，在此之前臺南市政府於原南門尋常小學校舍（今建興國中）辦公，因此留下府前路之路名。

臺南市政府耗資200萬元對臺南州廳進行修繕後，於民國58年（1969年）9月25日開始從舊址遷到州廳，9月30日臺南市政府正式於臺南州廳辦公:6，並在此辦公28年，直到民國86年（1997年）10月1日市府遷至安平區內五期重劃區新大樓（今永華市政中心）為止。

### 當代

#### 轉型文化展館
民國86年（1997年）8月，行政院文化建設委員會於此成立「國立文化資產保存研究中心籌備處」，同時負責「國家臺灣文學館」與「國立文化資產保存研究中心」的籌設工作。隔年5月22日，在時任臺南市市長張燦鍙與文資中心主任林金悔代表雙方簽約後，臺南市政府正式移交舊臺南州廳給文建會，隨即委託國立成功大學建築系進行原臺南州廳古蹟建築修復計畫，在建築師陳柏森的主持下，以「尊重古蹟、延伸歷史記憶空間、穿越歷史、新舊空間對話、地域性與移植性對話」等理念進行古蹟修復及空間增建與再利用兩部分的工程。戰後增建部分因老舊破損予以拆除，原古蹟內側迴廊及外牆轉變為室內空間。
臺南州廳的整修工程於民國91年（2002年）年底完工，而後「國家臺灣文學館」於民國92年（2003年）10月正式開館營運，並在民國96年（2007年）3月正式定名為「國立臺灣文學館」，而同在州廳的文資中心改制為行政院文化建設委員會文化資產總管理處籌備處南部辦公室。後來文資總處籌備處南辦於民國101年（2012年）5月20日正式改制為「文化部文化資產局文化資產保存研究中心」。
而在2000年1月24到26日時，原臺南州廳主入口背面與兩側被發現四塊殘斷墓碑埋在內緣地表下45公分處，上面有一層厚約15到20公分的碎磚混擬土層，有可能是大正年間臺南廳舍工程的「奠石」。

## 建築設計

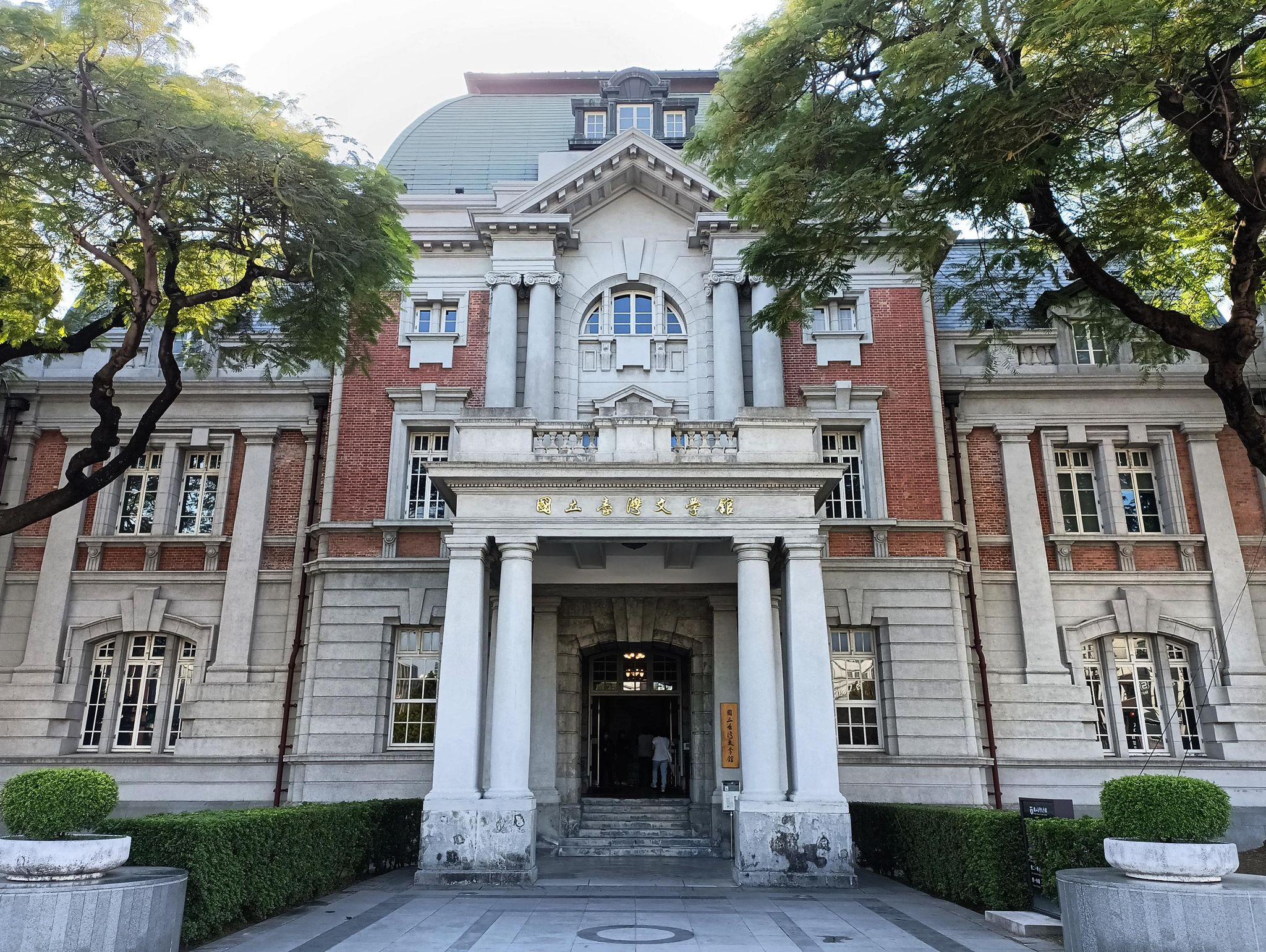
臺南州廳的正面入口及玄關
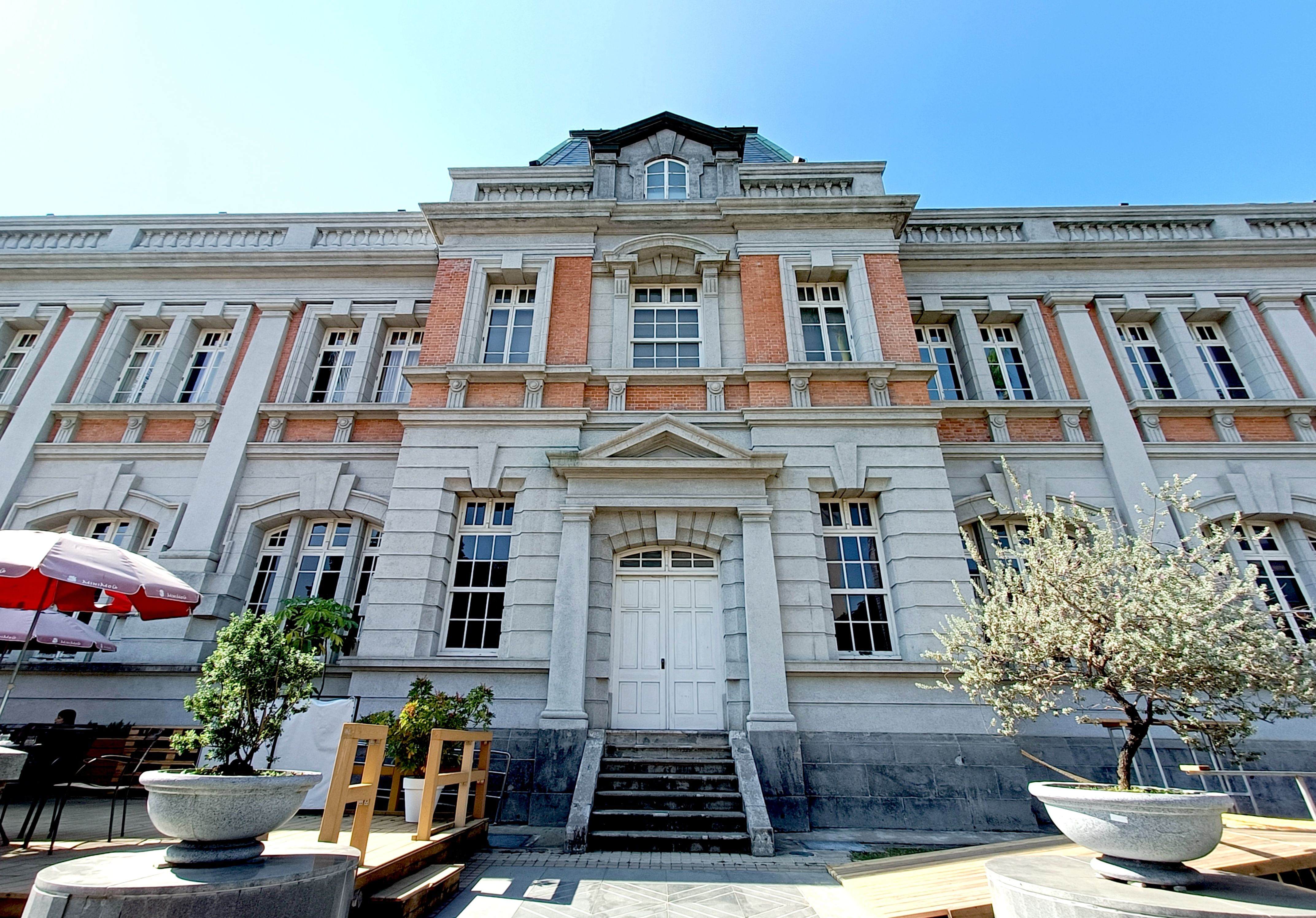
臺南州廳西側的次玄關，同時也是過去市役所的主要出入口
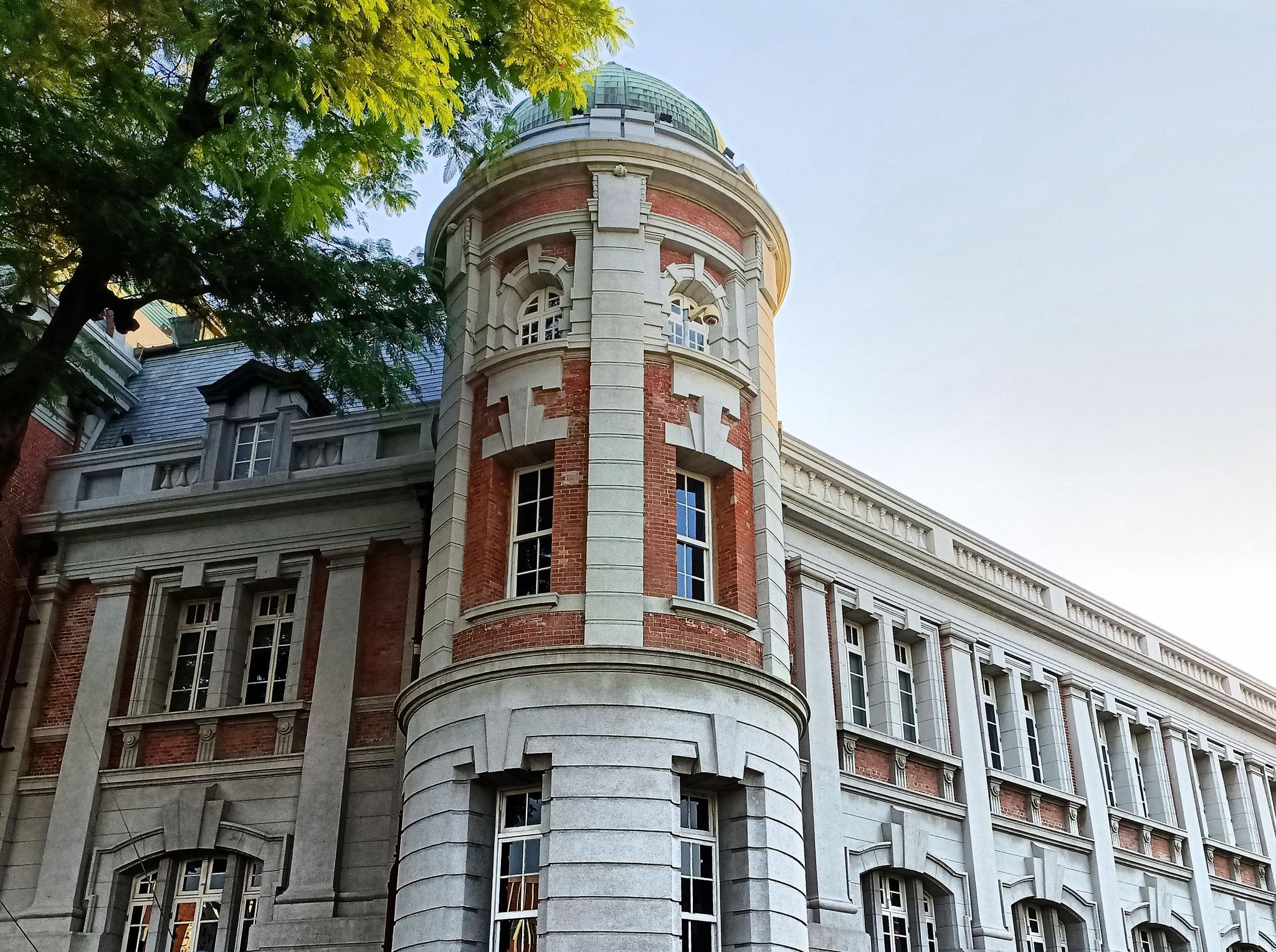
臺南州廳衛塔，位於正面兩側。
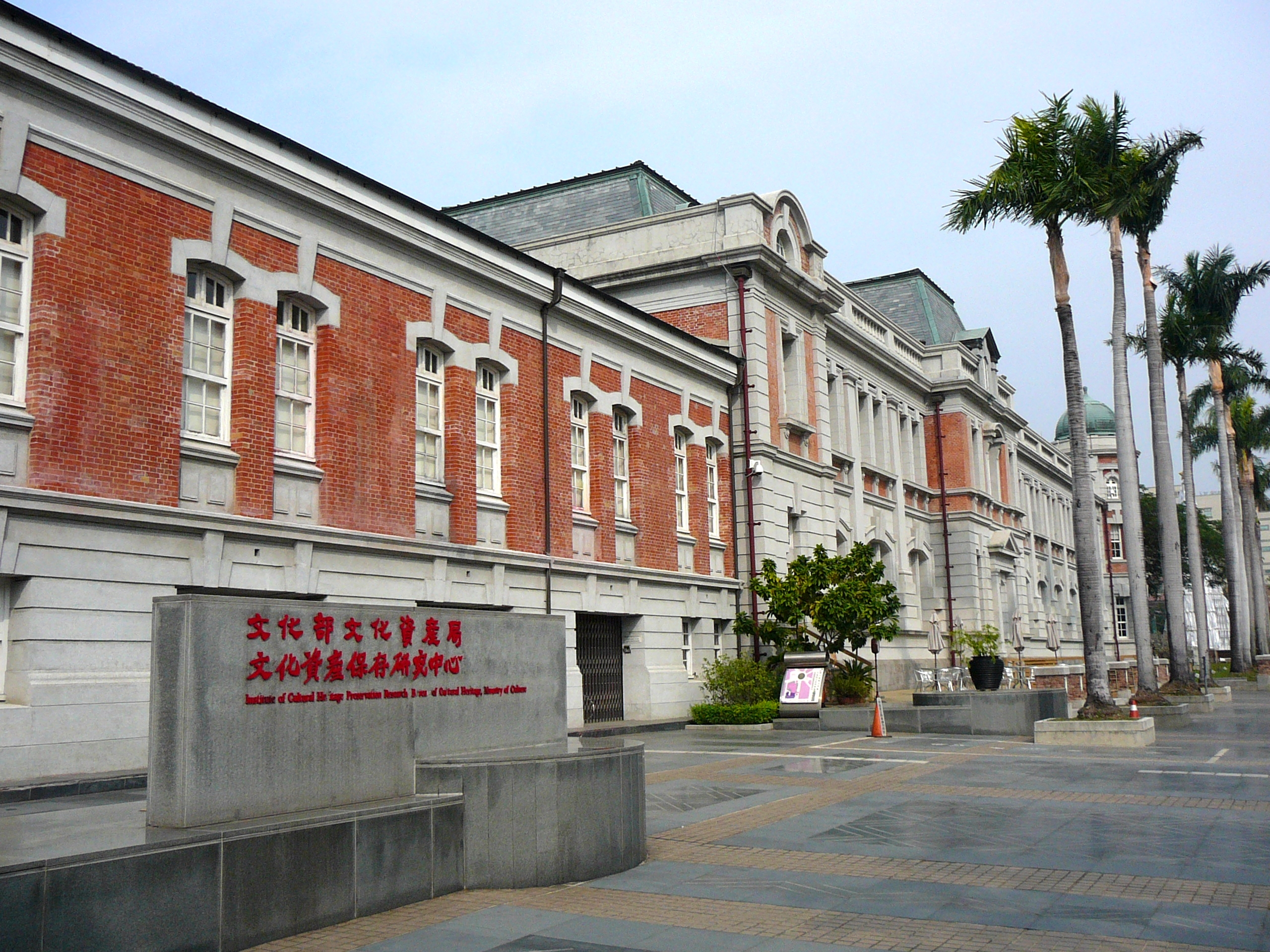
位於西側的附屬建築物，現作為文化部文化資產局文化資產保存研究中心使用。

臺南州廳為西方古典樣式建築，由日本籍建築師森山松之助設計，整棟建築的造型構成可分為三部分，即屋頂、屋身與基座，結構主要以由磚及混凝土為主的承重牆與鋼梁作為支撐，立面設計則以使用磚、石材和洗石子作為表現手法，並以正砌石材以表現出厚實特質，屋身則以混有磚牆的仿石材處理成粗獷的水平帶，屋頂則以鋪紋石板瓦及銅片瓦成馬薩式屋頂，其屋簷則開設具有通風和裝飾功能的老虎窗與牛眼窗，戰後改建時曾一度採用偶柱式屋架，現則已復原。

正面山牆與入口設有「車寄」，四端各以三根成組的托斯卡納柱式支撐，為日治時期官署建築的重要特徵，山牆面上原有勳章飾，現已不存，正面兩側則設置衛塔，為圓頂塔式構造建築，除了具有凸顯中央主體的作用之外，也增添建築物造型多樣化的特色。翼廊的末端為次要入口，一樓為山牆式門廊入口構成，二樓為平拱開口，圓山牆內設有牛眼窗。內部空間相較外部而言，則是呈現樸實表現形式呈現此外在昭和10年（1935年），因應會議室空間不足而擴建通往原臺南州會的天橋，以便身兼州會議長的州知事在兩棟建築間來回穿梭。

### 室內

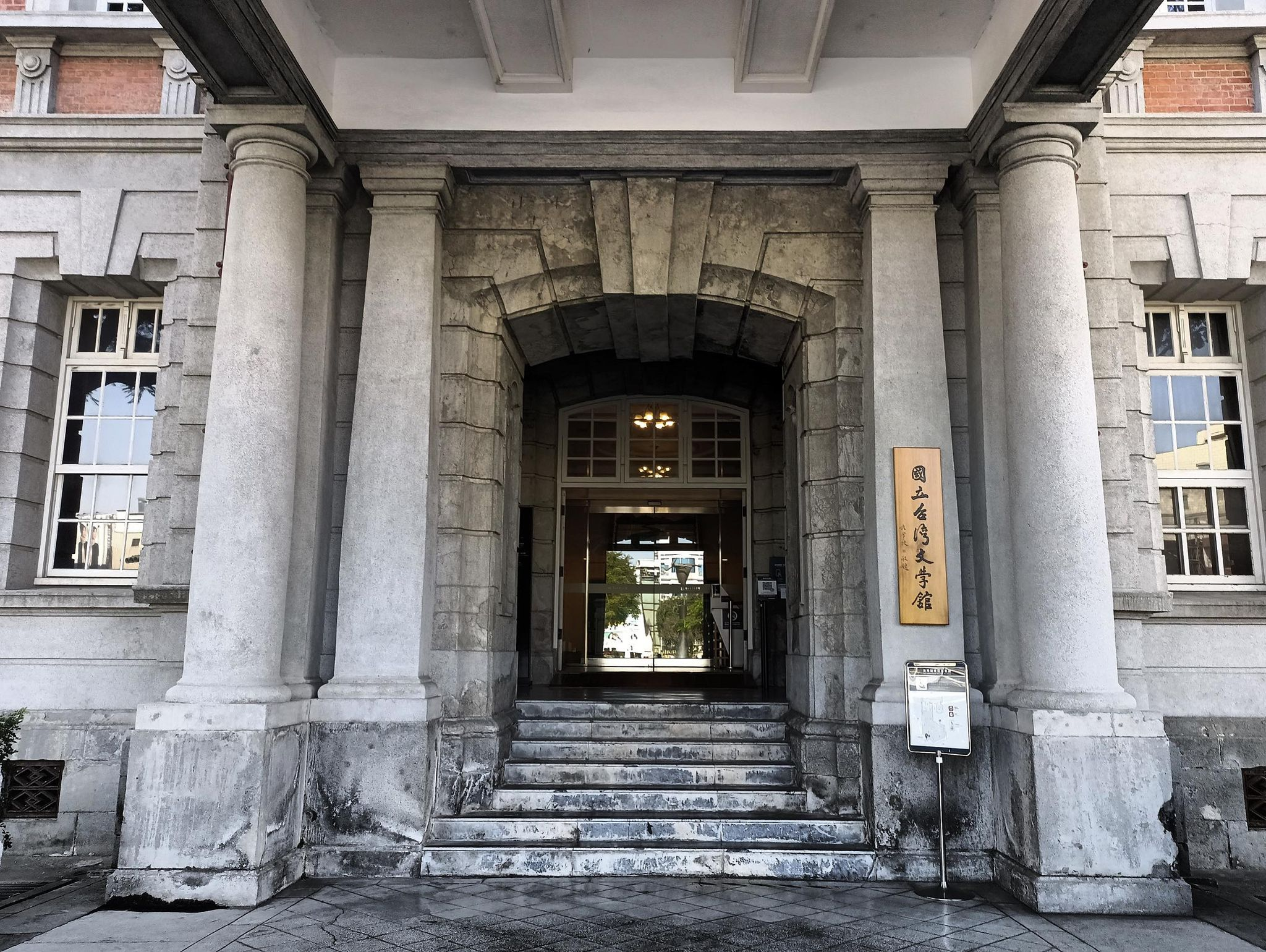
臺南州廳的車寄處玄關
臺南州廳大廳
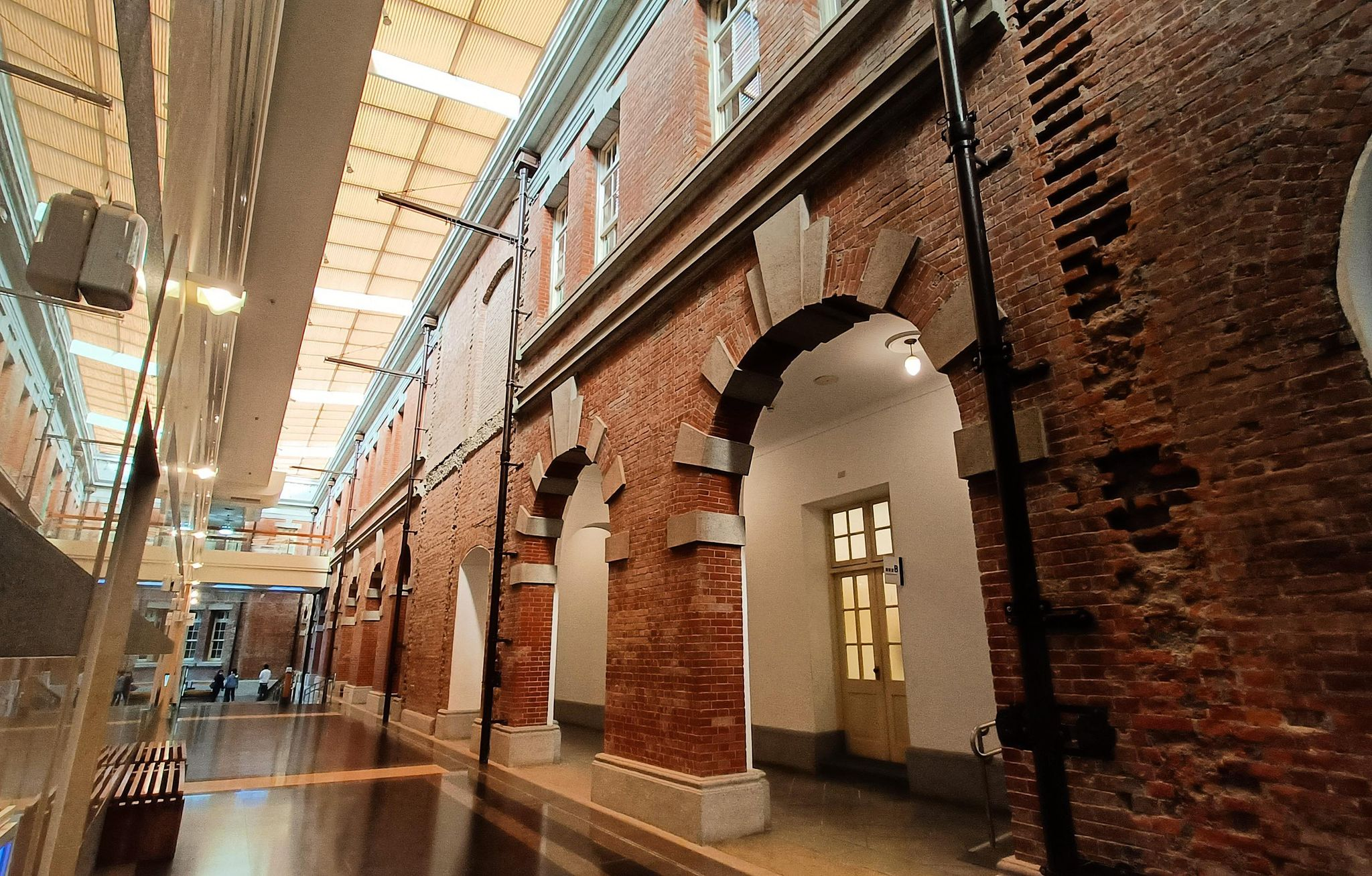
目前包覆在博物館室內範圍的走廊。
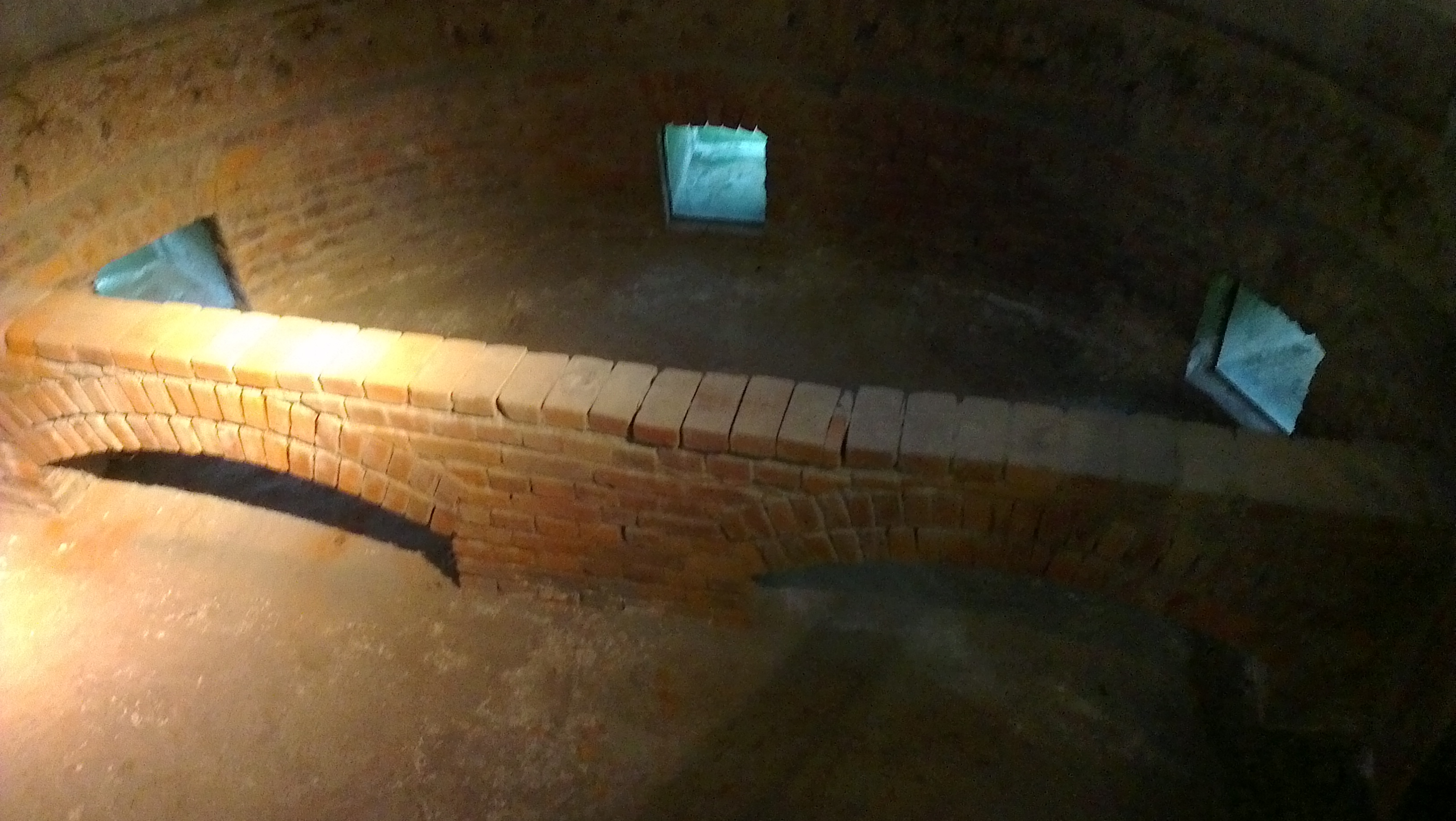
臺南州廳的地樑和氣孔結構，具有維持建築透風的功能。

## 州廳組織
臺南州廳在日治時期內部大致分為知事官房、內務部、警務部三大部門，底下又細分為各課。知事官房底下設有文書課、會計課、稅務課、調停課，內務部底下設有地方課、教育課、勸業課、土木課、水利課，警務部則設有高等警察課、警務課、保安課、刑事課、衛生課與理蕃課。

## 外部連結
- 原臺南州廳－國家文化資產網
- 國立臺灣文學館－官方網站 （页面存档备份，存于）
- 原臺南州廳——文化部iCulture （页面存档备份，存于）
- 原臺南州廳——臺南中西區公所 （页面存档备份，存于）
- 原臺南州廳——舊建築﹒新生命 （页面存档备份，存于）